# Mary Ann Rhodes
Mary Ann Rhodes (née Dormer) (12 août 1882 – 3 mars 1998) était une supercentenaire canadienne. À son décès à l'âge de 115 ans et 203 jours, elle était la troisième personne la plus âgée au monde (après Marie-Louise Meilleur et Sarah Knauss) et la deuxième personne la plus âgée au Canada après Marie-Louise Meilleur. Elle est également la deuxième personne la plus âgée de l'histoire du Canada après Marie-Louise Meilleur. Malgré ses 115 ans, Mary Ann Rhodes n'est jamais devenue la personne la plus âgée au Canada, ni même en Ontario, en raison du décès de Marie-Louise Meilleur un mois après Mary Ann Rhodes, à l'âge de 117 ans.

## Biographie
Mary est née le 12 août 1882 à South Lake, dans la région de Leeds, en Ontario. Elle était la première enfant de John et Annabelle Dormer. Son père et sa sœur cadette ont vécu jusqu'à 90 ans.
Elle et ses deux sœurs cadettes, Sarah et Eva, fréquentaient l'école du comté située à un kilomètre et demi de chez elles. À 18 ans, en 1900, elle fréquentait le Collège d'agriculture de Guelph pour suivre un cours d'économie domestique.
En 1912, elle épousa Victor Rhodes, un agriculteur prospère de Seeley's Bay. Leur fils, Murray, naquit en 1916. Son fils, Murray Rhodes, devint plus tard dentiste et ouvrit un cabinet à Kingston. Son mari mourut en 1954, et Mary continua de vivre à Seeley's Bay jusqu'en 1968.
Elle vécut dans sa propre maison jusqu'en 1986, date à laquelle elle déménagea à la maison de retraite Providence Manor à Kingston, en Ontario. Âgée de 105 ans, elle était aveugle depuis de nombreuses années. En 1991, à 109 ans, Mary Ann Rhodes fut choisi pour offrir des fleurs à Diana, princesse de Galles. À 113 ans, Rhodes était confinée à un fauteuil roulant, mais pouvait encore se nourrir seule. À 115 ans, son ouïe était légèrement altérée, mais elle était encore bien consciente de tout ce qui se passait autour d'elle.
Elle est décédée le 3 mars 1998, à l'âge de 115 ans et 203 jours. À son décès, elle était la deuxième personne la plus âgée au Canada. Elle demeure à ce jour la deuxième personne la plus âgée de l'histoire du Canada.